# أوزفالدو سوريانو
أوزفالدو سوريانو (بالإسبانية: Osvaldo Soriano)‏ (6 يناير 1943 – 29 يناير 1997) هو كاتب وصحفي أرجنتيني.

## حياته
ولد سوريانو في مار دل بلاتا بالأرجنتين، وأصبح ضمن طاقم تحرير جريدة الرأي (بالفرنسية: La Opinión)‏ منذ تأسسها سنة 1971 على يد جاكوبو تايمرمن. بدأت الجريدة بالعمل في المقالات السياسية، قبل أن تتوجه قريبا إلى التوجه اليساري. بعد مرور 6 أشهر على انطلاق الصحيفة، ومع عدم نشر أي مقالة طيلة هذه المدة، بدأ سوريانو في كتابة قصة بشخصية تحمل نفس إسمه، كانت تدور القصة حول حياة الممثل ستان لوريل.
بهذا العمل أصبح أول مؤلف له في مسيرته، أصدر بعدها رواية حزين، وحيد ومنتهي قام بتقديمها بشكل محاكاة ساخرة عن اضطراب الوجدان على المحقق فيليب مارلو. بعد ذلك بأشهر انتشر المؤلف في لوس أنجلوس.
بعد اندلاع الحرب القذرة في الأرجنتين في 1976، غادر سورياني إلى أوروبا، حيث استقر في بروكسيل والتقى هناك بزوجته كاثرين، ثم تحولوا إلى باريس حيث اعتُبِر منفيا هناك منذ 1984. أصبح صديقا لخوليو كورتاثر الذي دبي له عملا في جريدة سين سيسورا (بالإسبانية: Sin censura)‏ بعد نهاية عهد الديكتاتورية العسكرية في الأرجنتين، عاد إلى بوينس آيرس حيث أصبحت مؤلفاته تعرف نجاحا ملحوظا ليس فقط في أمريكا الجنوبية بل حتى في إيطاليا وبلدان أوروبية أخرى حيث كانت تترجم وتنشر هنال باللغات المحلية.
في مؤلفاته، نجح سوريانو في مزج تجربته في البلدان الديموقراطية لانتقاد العنف الذي مارسته الحكومات الديكتاتورية السابقة، كان يهوى كرة القدم والتصوير السينمائي حيث كان من محبي نادي سان لورينزو.
بعد وفاته في بوينس آيرس في 1997 دُفِن في مقبرة شاكاريتا الوطنية، وهي أكبر مقبرة في الأرجنتين، تُرجِمت أعماله كلها إلى أكثر من 15 لغة، وأُصدرت عدة أفلام ووثائقيات بناء على مؤلفاته وتجربته الحياتية.

## مؤلفاته
- حزين، وحيد ومنتهي (بالإسبانية: Triste, solitario y final)‏ 1973
- لن يكون هناك أي عقوبات أكثر ولن ننسى (بالإسبانية: No habra más penas ni olvido)‏ 1979
- فصول الشتاء (بالإسبانية: Cuarteles de invierno)‏ 1981
- فنانون، مجانين ومجرمون (بالإسبانية: Artistas, locos y criminales)‏ 1981
- متمردون، حالمون وهاربون (بالإسبانية: Rebeldes, soñadores y fugitivos)‏ 1987
- (بالإسبانية: A sus plantas rendido un león)‏ 1988
- سيكون الظل قريبا (بالإسبانية: Una sombra ya pronto serás)‏ 1990
- عين الوطن (بالإسبانية: El ojo de la patria)‏ 1992
- حكايات سنة سعيدة (بالإسبانية: Cuentos de los años felices)‏ 1993
- وقت بدون ظل (بالإسبانية: La hora sin sombra)‏ 1995
- كرة القدم (بالإسبانية: Fútbol )‏ 1998

## فيلموغرافيا
- أطول عقوبة في العالم 2005
- أقوى صرامة في العالم 2005
- امرأة 1975
- لن يكون هناك أي عقوبات أكثر ولن ننسى 1994
- فصول الشتاء 1984
- سيكون الظل قريبا 1990

### وثائقيات
- سوريانو: وثائقي حول سيرته الذاتية 1999[2]